# Clayton Thomas
Pour les articles homonymes, voir Thomas.
 Clayton Thomas, né le 22 septembre 1950 à Bryncoch (pays de Galles) est un arbitre international gallois de rugby à XV. 

## Carrière d'arbitre
Il a arbitré son premier match international le 21 janvier 1995 à l'occasion d'un match entre l'équipe d'Écosse et  l'équipe du Canada.
Clayton Thomas a arbitré notamment un match de la coupe du monde de rugby 1995, trois matchs de la coupe du monde de rugby 1999, cinq matchs du tournoi des cinq nations (au 30-07-06). En outre, il a arbitré quatre matches de l'équipe de France dans ses tournées dans l'hémisphère sud en 1997 et 1999. Lors de cette dernière, il a expulsé deux joueurs samoans au cours du même match.
Il met un terme à sa carrière d'arbitre en mai 2001.